# Peleg Wadsworth

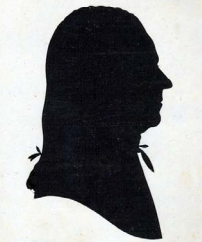
Scherenschnitt von Peleg Wadsworth

Peleg Wadsworth (* 6. Mai 1748 in Duxbury, Plymouth County, Province of Massachusetts Bay; † 12. November 1829 in Hiram, Maine) war ein US-amerikanischer Politiker. Zwischen 1793 und 1807 vertrat er den Bundesstaat Massachusetts im US-Repräsentantenhaus.

## Werdegang
Peleg Wadsworth wuchs während der britischen Kolonialzeit auf und besuchte sowohl öffentliche als auch private Schulen. Danach studierte er bis 1769 am Harvard College. In den folgenden Jahren arbeitete er in Kingston unter anderem im Handel. In den 1770er Jahren schloss er sich der amerikanischen Revolution an und diente zu Beginn des Unabhängigkeitskrieges als Stabsoffizier in der Kontinentalarmee. Im Jahr 1777 wurde er Brigadegeneral der Miliz und 1778 als Adjutant General Kommandeur der Miliz von Massachusetts. Im Jahr 1784 zog er nach Portland im heutigen Maine. Dort arbeitete er als Landverwalter. Außerdem betrieb er einen Laden. 1786 leitete er die erste Versammlung, die die Gründung des Staates Maine anstrebte. Diese erfolgte aber erst im Jahr 1820 im Zusammenhang mit dem Missouri-Kompromiss. 1792 wurde Wadsworth in den Senat von Massachusetts gewählt. Politisch wurde er Mitglied der Ende der 1790er Jahre von Alexander Hamilton gegründeten Föderalistischen Partei.
Bei den Kongresswahlen des Jahres 1792 wurde Peleg Wadsworth im damals neu eingerichteten 13. Wahlbezirk von Massachusetts in das damals noch in Philadelphia tagende US-Repräsentantenhaus gewählt, wo er am 4. März 1793 sein neues Mandat antrat. Nach sechs Wiederwahlen konnte er bis zum 3. März 1807 sieben Legislaturperioden im Kongress absolvieren. Seit 1803 vertrat er dort den ebenfalls neu geschaffenen 15. Distrikt seines Staates. Während seiner Zeit als Kongressabgeordneter wurde im Jahr 1803 durch den von Präsident Thomas Jefferson getätigten Louisiana Purchase das Staatsgebiet der Vereinigten Staaten beträchtlich erweitert. 1804 wurde der zwölfte Verfassungszusatz ratifiziert. Erwähnenswert ist auch der Bezug der neuen Bundeshauptstadt Washington, D.C. im Jahr 1800.
Im Jahr 1807 zog Peleg Wadsworth in das Oxford County im District of Maine, wo er seinen von der Regierung erhaltenen Landbesitz bewirtschaftete. Außerdem bekleidete er in Hiram verschiedene lokale Ämter. In dieser Stadt starb er am 12. November 1829. Sein Enkel war der Schriftsteller Henry Wadsworth Longfellow (1807–1882).